# Karl Pesta
Karl Pesta (* 15. November 1871 in Hard, Vorarlberg; † 3. Dezember 1945 in Innsbruck, Tirol) war ein österreichischer Politiker.

## Leben
Karl Pesta wurde als Sohn eines Eisenbahningenieurs geboren und studierte an der Universität Innsbruck Rechtswissenschaften, wo er 1892 Mitglied der Burschenschaft Germania Innsbruck wurde. Er promovierte im Jahr 1894 und trat danach in den Dienst der K.k. österreichische Staatsbahnen. 1896 wurde er Konzipist in der Eisenbahndirektion in Innsbruck und wurde 1899 nach Wien, in das dortige Eisenbahnministerium, den Vorläufer des heutigen Bundesministeriums für Verkehr, Innovation und Technologie versetzt. Pesta wurde 1914 zum Ministerialrat ernannt und erhielt 1920 seine Beförderung zum Sektionschef.
Am 7. Juli 1920 wurde Pesta in der Staatsregierung Mayr I zum Staatssekretär (= Minister) für Verkehr gewählt, anschließend vom 20. November 1920 an in der Bundesregierung Mayr II zum Verkehrsminister der Republik ernannt. Wiederum hatte er nur eine kurze Amtszeit und saß dem Ressort vom 20. November 1920 bis zum 21. Juni 1921 vor. 1923 wurde er pensioniert.
Über sein Leben danach ist nichts bekannt.